# 李提摩太
李提摩太（1845年10月10日—1919年4月17日），原名提摩太·理查德（Timothy Richard），字菩岳 ，英国傳教士。属于大英浸信會。這一教会在中國先後開辟了三個傳教區：山東、山西、陕西。

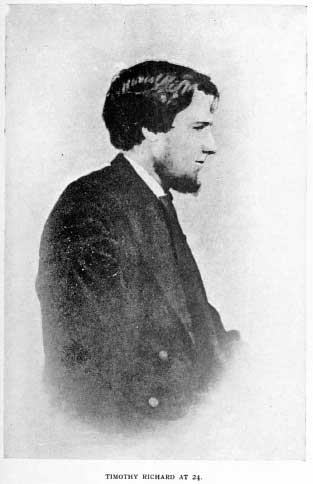

## 早年
李提摩太生于威尔斯的一个铁匠家庭。幼年帮父亲种田，还上了几年小学。16岁时在矿区小学任教，18岁即当上了校长。20岁时进入神学专科学习，23岁加入伦敦浸礼会，并自愿到中国传教。

## 赈灾與傳教
1869年11月17日他离开英国，在1870年12月 (同治九年十一月) 抵達上海，随后去山东烟台、青州传教，并同时学习佛教、儒家和伊斯兰教著作。1876－1879年 (光緒二年至五年) 华北五省发生空前严重的旱灾（丁戊奇荒），他在青州积极赈灾，收养孤儿，后来那里成为大英浸信会山东传教區的中心。现在青州市建有纪念李提摩太之教堂，该教堂为当地最大基督教堂。
1877年(光緒三年)，他又去灾情更重的山西从事赈灾活动，由此在山西太原开辟了大英浸信会的传教區，同時也结交了中國官绅。在太原杏花岭和东夹巷一带修建了教堂和耶稣医院，还设立了小学和孤儿院。

## 与官员交往
1880年(光緒六年)中俄发生纠纷，李提摩太印发《议和论》的小册子，主张通过外交途径解决争端。同年9月李鸿章约他在天津会面，回到山西后开始为官员等讲学（自然科学方面）。
1886年(光緒十二年)，李提摩太来到北京，主要进行演讲和写书的工作，发表了《七国新学备要》，介绍西方各国的教育情况，并建议清朝政府每年拿出100万两白银作为教育改革的经费。在戊戌变法运动中，他与梁启超、康有为建立了较好的个人关系。

## 广学会
1890年(光緒十六年)，李提摩太应李鸿章之约去天津临時任《中国时报》中文版主笔，经常发表中国改革的社论。接下来他幾乎一生里主要的时間都是负责上海廣學會的工作（1891年－1916年）。廣學會1891年到1915年這段时间是中國最大的最重要的新式出版社之一。这家出版社范围很大，包括书籍、小册子、單張、杂志。同时廣學會也有一點宣教的工作，不過基本上是一个出版社与文学机构。出版過兩千種書籍和小册子。他主持翻译了一些著名书籍，这些著作对中国社會的影响都很大。主要译著有：《在华四十五年》、《七國新學备要》（Modern Education）、《天下五大洲各大國》、《百年一觉》、《歐洲八大帝王傳》、《泰西新史揽要》（The Nineteenth Century: A History）、《新政策》等20多种。
其中《泰西新史揽要》为英国马恳西（Robert Mackenzie）所著，由李提摩太和蔡尔康（1851～1921）合译，1895年(光緒二十一年)出版。内容是19世纪欧美各国各国变法图强的历史，出版后风行一时，印行3万部。是戊戌变法时期光绪皇帝的主要参考书之一。

## 結交中國上层人士
李提摩太的傳教方式類似於利瑪竇，是以西方文化吸引知识分子和上层人士。他和許多政府官员，如李鸿章、张之洞都有较深的交往，張之洞曾拨款一千两资助廣學會。還結交一些有影响的人物，如：康有为、孙中山，梁启超担任過他的中文秘書。李提摩太對中國的维新运动有很大影响。
在中日甲午战争、戊戌变法、义和团运动期间，他积极活动于上层人士之间。
據雷家聖《失落的真相：晚清戊戌政變史事新探》 一書指出：戊戌變法期間，日本前首相伊藤博文至中國訪問。當時李提摩太向變法派領袖康有為建議，要求清朝方面聘請伊藤為顧問，甚至付以事權。 於是變法派官員在伊藤抵華後，紛紛上書請求重用伊藤，引起保守派官員的警惕。保守派官員楊崇伊甚至密奏慈禧太后：「風聞東洋故相伊藤博文，將專政柄。伊藤果用，則祖宗所傳之天下，不啻拱手讓人。」 這種激烈的言論，促使慈禧太后在1898年9月19日（光緒二十四年八月初四）由頤和園回到紫禁城，意欲瞭解光緒帝對伊藤有何看法。

### 合邦提议
后来，李提摩太又向康有為提議「中美英日合邦」。於是，在康有為的授意下，變法派官員楊深秀於1898年9月20日（光緒二十四年八月初五）上書光緒帝：「臣尤伏願我皇上早定大計，固結英、美、日本三國，勿嫌合邦之名之不美。」 另一變法派官員宋伯魯也於1898年9月21日（光緒二十四年八月初六）上書言道：「渠（李提摩太）之來也，擬聯合中國、日本、美國及英國為合邦，共選通達時務、曉暢各國掌故者百人，專理四國兵政稅則及一切外交等事，別練兵若干營，以資禦侮。…今擬請皇上速簡通達外務、名震地球之重臣，如大學士李鴻章者，往見該教士李提摩太及日相伊藤博文，與之商酌辦法。」 雷书指出，慈禧太后於1898年9月19日（光緒二十四年八月初四）返回紫禁城後，於9月20至21日獲知此事，驚覺事態嚴重，才當機立斷發動政變，重新訓政，結束了戊戌變法。
李提摩太向康有為建議，中美英日四國將軍事、財政、外交等權力交給一個「百人委員會」來管理，建立一個比現在歐盟更緊密結合的聯邦，藉以對抗俄國，李提摩太向康有為提出這種建議。
然而，慈禧在9月21日訓政當天頒佈的捉拿康有為的上諭中並未提到康有為賣國，只說：“諭軍機大臣等：工部主事康有為結黨營私，莠言亂政，屢經被人參奏，著革職，並其弟康廣仁，均著步軍統領衙門拿交刑部，按律治罪。”此外，楊深秀和宋伯魯都曾上奏倡議四國合邦，但慈禧在戊戌政變之後定他們的罪中都未提到他們這條罪名；宋伯魯的罪名是“濫保匪人”、“聲名惡劣”，楊深秀的罪名是與康有為結黨。雷家聖認為這是因為慈禧當時還不知道英、美、日等國的參與程度，如果貿然指責英、美、日等國，外交糾紛更難收拾，故只能以含混之罪名帶過。

## 山西大學堂
义和团运动之后，清政府赏给李提摩太加头品顶戴，赐二等双龙宝星，開诰封三代，特命参议教案。李提摩太藉此机会提出《办理山西教案章程》上呈李鸿章，章程中提出要山西省专门罚款白银五十万两，以此设立山西大学堂。他认為庚子事变一个根本原因就是因为教育没有普及，如果教育普及的话就可以减少類似这樣的仇外事件。
1902年(光緒二十八年)，西太后因他协助处理山西教案有功，同意開办山西大学堂，山西巡抚岑春煊聘其为山西大学堂西学书斋总理。之后他一直往来于太原、上海之间。

## 晚年
1916年，李提摩太因病辞去廣學會總总干事的職务回國，出版了《留华45年回忆录》。1919年4月在伦敦逝世。

## 著作
李提摩太他一生里面寫過很多書，有些是用中文寫的，讲到西方的一些思想观念，也包括基督教的教义。所以他在當時宣教士當中是很特别的一位，主要以文字工作為主。
李曾翻译《泰西新史揽要》，介绍了西方的民主、自由等现代政治理念。李鸿章、张之洞、翁同龢等都对此书表示赞赏。梁启超认为，此书“述百年以来欧美各国变法自强之迹，西史中最佳之书也”。此外，李还翻译了吴承恩的《西游记》，并且用英文撰写了介绍佛教的书籍。
杨文会与李提摩太合作，将《大乘起信论》译为英文并流通于国外。

## 参見
- 中國基督教史

## 外部連結
- 〈李提摩太博士遺像，李提摩太博士事略〉見 李提摩太夫人 (Mrs.Richard, Timothy) . 《教士列傳  (Short Christian Biographies)》/ 梅益盛 (Mason, Isaac). 上海  : 廣學會, 1921（页面存档备份，存于）  「基督教古籍數據庫」(香港浸會大學圖書館)
- Soothill, W. E. ; 周雲路譯《李提摩太傳》. 香港 : 基督教輔僑出版社, 1957.（页面存档备份，存于）  基督教文藝出版社藏書,  香港浸會大學圖書館. 華人基督宗教文獻保存計劃.